# صموئيل باركر
صموئيل باركر هو سياسي كندي، ولد في 25 مايو 1839، وتوفي في 26 يونيو 1915. حزبياً، نشط في حزب كندا المحافظ. وقد انتخب عضو مجلس العموم الكندي.